# 창피해
"창피해"(영어: Ashamed)는 2011년 개봉한 대한민국의 로맨스 영화이다.

## 캐스팅
- 김효진 - 윤지우 역
- 김꽃비 - 강지우 역
- 김상현 - 정지우 역
- 서현진 - 희진 역
- 최민용 - 형사 역
- 우승민 - 주방장 역
- 김중기 - 스님 역
- 민석 - 강지우를 좋아하는 남자 역
- 김선혁 - 한오기 역
- 노익현
- 김민식